# فرد سی. کاروسو
فرد سی. کاروسو (انگلیسی: Fred C. Caruso) تهیه‌کننده فیلم اهل ایالات متحده آمریکا است.
از فیلم‌ها یا مجموعه‌های تلویزیونی که وی در آن‌ها نقش داشته‌است، می‌توان به پاتنی سووپ، شبکه، نجات از شکار شدن، جمجمه‌ها، در لباسی خیره‌کننده، اولین گناه کبیره، انفجار، قرارگاه نظامی، ضایعات جنگ، ما فرشته نیستیم، آتش غرور، برادران سوپر ماریو، سرقت بزرگ سرقت کوچک، فیلمی از آلن اسمیتی: بسوزان هالیوود بسوزان، لانسکی، رت پک، کشته‌های زمستان و مخمل آبی اشاره نمود.